# Monica Ekman
Monica Ekman, ogift Flodqvist, född 20 december 1941 i Bromma församling i Stockholm, död 10 januari 2025 i Täby, Stockholms län, var en svensk mannekäng, skådespelare och krögare.

## Karriär
Monica Ekman var i unga år mannekäng hos Eileen Ford i New York. Hon spelade mot svågern Gösta Ekman i Ingemar Leijonborgs TV-film ABC (1967) och hade en av huvudrollerna i Janne Halldoffs Ola & Julia (1967). På Folkan spelade hon i komedin Generationer (1967) och på Stockholms stadsteater Minns du den stad (1970). År 1974 lämnade hon scen- och filmlivet. Tillsammans med maken drev hon restaurang Borgen i Stockholm.
Åren 1963–1995 var hon gift med skådespelaren och krögarkollegan Krister Ekman (född 1940), son till Hasse Ekman. Paret fick två döttrar, Ulrika Bolinder, väskdesigner, (född 1963) och Stina Ekman, egenföretagare (född 1973).

## Filmografi
- 1962 – En nolla för mycket
- 1967 – ABC (TV-film)
- 1967 – Ola & Julia
- 1968 – I huvet på en gammal gubbe
- 1968 – Pappa varför är du arg – du gjorde likadant själv när du var ung
- 1969 – Håll polisen utanför (TV-serie)
- 1970 – Tintomara
- 1971 – Midsommardansen
- 1971 – Amala Kamala (TV-film)
- 1971 – Maid in Sweden
- 1972 – Strandhugg i somras
- 1974 – Rännstensungar

### Fotnoter
1. ↑  Sveriges befolkning 1970, CD-ROM, Version 1.04, Sveriges Släktforskarförbund (2002).
2. ↑   https://www.dn.se/familj/dodsannonser/#/CaseInline/947737
3. ↑  Ratsit, läst 15 januari 2025
4. ↑  ”Monica Ekman”. Svensk Filmdatabas. http://www.sfi.se/sv/svensk-filmdatabas/Item/?type=PERSON&itemid=66499. Läst 2 juli 2012.
5. 1 2  Ericson Uno, Engström Klas, red (1990). Myggans nöjeslexikon: ett uppslagsverk om underhållning. 5, E-Fel. Höganäs: Bra böcker. sid. 87. Libris 7665083. ISBN 91-7752-263-X
6. ↑  Ericson Uno, Engström Klas, red (1990). Myggans nöjeslexikon: ett uppslagsverk om underhållning. 5, E-Fel. Höganäs: Bra böcker. sid. 78. Libris 7665083. ISBN 91-7752-263-X